# Байтул-Мукаррам

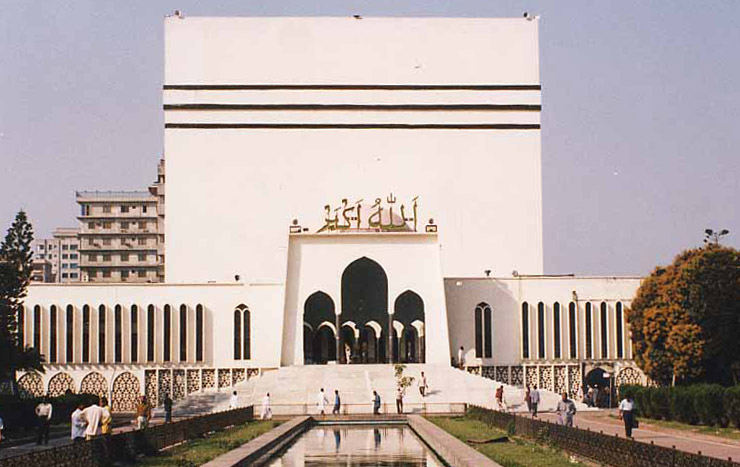
Национальная мечеть Байтул-Мукаррам, Дакка, Бангладеш

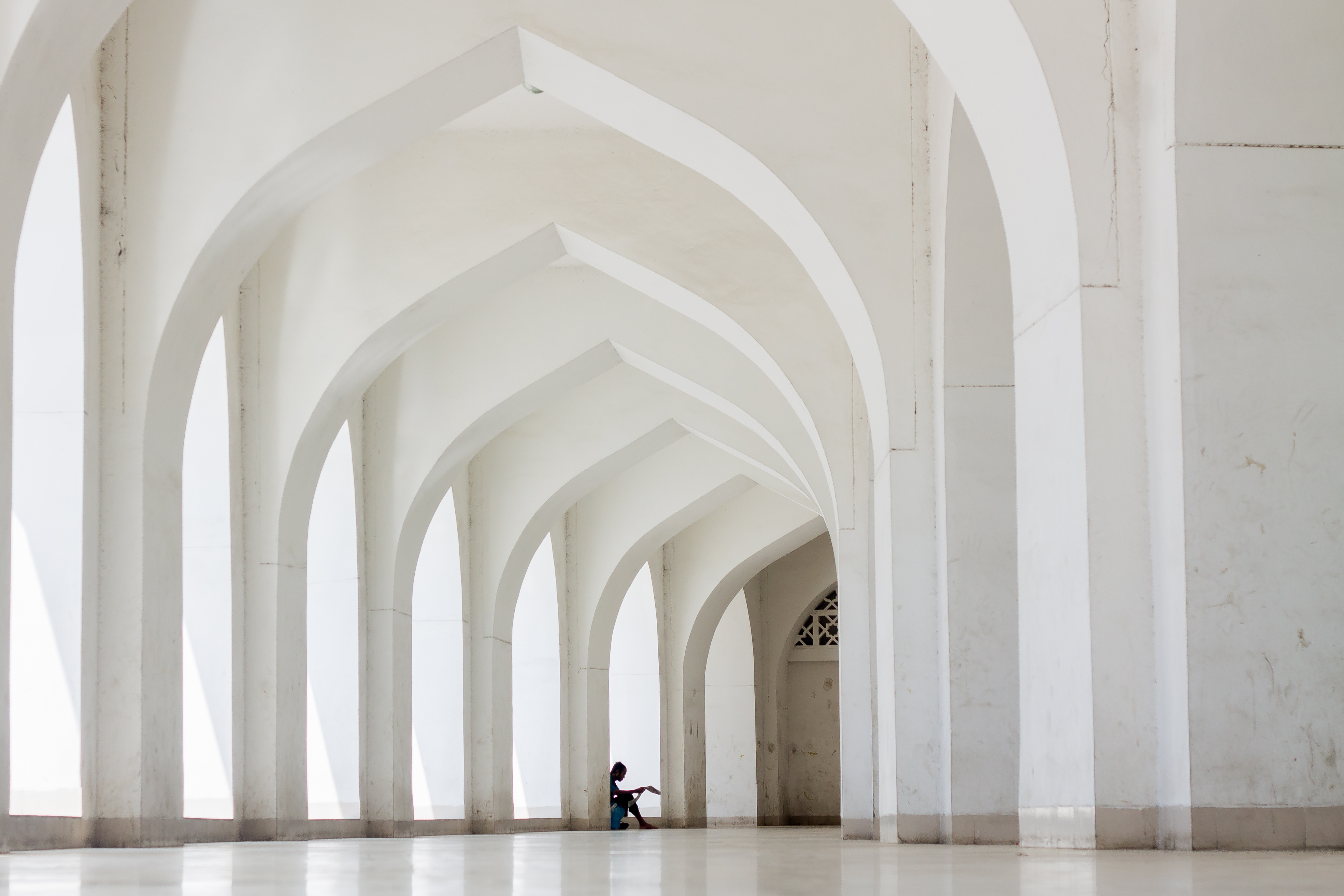
Вид внутри мечети.

Байтул-Мукаррам (бенг. বায়তুল মুকাররাম), (араб. بيت المكرّم‎; «Святой дом») — национальная мечеть Бангладеш. Расположена в Дакке, столице Бангладеш. Строительство мечети было начато в 1960 году и завершено в 1968 году.
Комплекс мечети был разработан архитектором Абдул Хуссейном Тариани. У Национальной Мечети Бангладеш есть несколько современных архитектурных особенностей, и в то же самое время эти новшества сохраняют традиционные принципы архитектуры мечетей. Подобие известной мечети Кааба в Мекке делает Байтул-Мукаррам уникальной мечетью в Бангладеш.
В 2008 году мечеть была расширена за счёт пожертвований правительства Саудовской Аравии.